# Vela nos Jogos Pan-Americanos de 2015 - Laser Radial
A competição da classe laser radial feminino foi um dos eventos da vela nos Jogos Pan-Americanos de 2015, em Toronto. Foi disputada na Sugar Beach, entre os dias no dia 12 e 18 de julho. 

## Calendário
Horário local (UTC-4).
| Data        | Horário | Fase             |
| ----------- | ------- | ---------------- |
| 12 de julho | 11:35   | Regata 1         |
| 13 de julho | 11:35   | Regata 2, e 3    |
| 14 de julho | 11:35   | Regata 4         |
| 15 de julho | 10:35   | Regata 5, 6 e 7  |
| 16 de julho | 11:35   | Regata 8, 9 e 10 |
| 17 de julho | 11:35   | Regata 11, e 12  |
| 18 de julho | 11:35   | Regata final     |

## Medalhistas
| Ouro   | USA Paige Railey             |
| Prata  | URU Dolores Moreira          |
| Bronze | BRA Fernanda Demetrio Decnop |

## Resultados
| Pos.              | Velejadora               | Nacionalidade         | Regata | Regata   | Regata | Regata | Regata | Regata   | Regata | Regata | Regata | Regata | Regata | Regata | Regata | Total Pontos | Pontuação final |
| Pos.              | Velejadora               | Nacionalidade         | 1      | 2        | 3      | 4      | 5      | 6        | 7      | 8      | 9      | 10     | 11     | 12     | F      | Total Pontos | Pontuação final |
| ----------------- | ------------------------ | --------------------- | ------ | -------- | ------ | ------ | ------ | -------- | ------ | ------ | ------ | ------ | ------ | ------ | ------ | ------------ | --------------- |
| Medalha de ouro   | Paige Railey             | USA Estados Unidos    | 3      | 3        | 6      | 1      | 4      | 2        | (8)    | 2      | 6      | 4      | 4      | 7      | 8      | 58           | 50              |
| Medalha de prata  | Dolores Moreira          | URU Uruguai           | 1      | (17) DSQ | 5      | 8      | 7      | 4        | 2      | 1      | 5      | 6      | 11     | 10     | 4      | 81           | 64              |
| Medalha de bronze | Fernanda Demetrio Decnop | BRA Brasil            | 12     | 2        | 3      | 7      | (15)   | 1        | 5      | 5      | 10     | 1      | 1      | 5      | 12     | 79           | 64              |
| 4                 | Philipine van Aanholt    | ARU Aruba             | 6      | 7        | 2      | 6      | (11)   | 3        | 3      | 7      | 7      | 10     | 5      | 9      | 6      | 82           | 71              |
| 5                 | Kelly-Ann Arrindell      | TRI Trinidad e Tobago | 2      | 11       | 9      | 10     | 3      | 7        | 7      | (12)   | 4      | 8      | 3      | 6      | 2      | 84           | 72              |
| 6                 | Lucía Falasca            | ARG Argentina         | 5      | 1        | 11     | 5      | 5      | 8        | 11     | 4      | 1      | 3      | (15)   | 2      | 16     | 87           | 72              |
| 7                 | Daniela Rivera           | VEN Venezuela         | 10     | 10       | 1      | 4      | 2      | 14       | (16)   | 8      | 12     | 2      | 2      | 1      | 14     | 96           | 80              |
| 8                 | Brenda Bowskill          | CAN Canadá            | 4      | 4        | 7      | 13     | 8      | 6        | 12     | 3      | (14)   | 5      | 13     | 3      | 10     | 102          | 88              |
| 9                 | Paloma Schmidt           | PER Peru              | 9      | 6        | 4      | 3      | 6      | (13)     | 1      | 9      | 9      | 9      | 11     | 12     |        | 93           | 80              |
| 10                | Andrea Aldana            | GUA Guatemala         | 8      | 5        | 8      | 9      | 12     | 9        | 4      | 6      | 8      | 13     | (14)   | 8      |        | 104          | 90              |
| 11                | Stephanie Lovell         | LCA Santa Lúcia       | 7      | 8        | 12     | 14     | (16)   | 5        | 10     | 11     | 11     | 7      | 6      | 4      |        | 111          | 95              |
| 12                | Cecilia Wollmann         | BER Bermudas          | 11     | 12       | (14)   | 2      | 10     | 10       | 6      | 12     | 2      | 12     | 9      | 11     |        | 112          | 98              |
| 13                | Sanlay Castro            | CUB Cuba              | 14     | 14       | (16)   | 12     | 9      | 11       | 9      | 16     | 3      | 16     | 10     | 13     |        | 143          | 127             |
| 14                | Maria Poncell            | CHI Chile             | 13     | 9        | 13     | 11     | 13     | (15)     | 13     | 10     | 13     | 11     | 8      | 15     |        | 144          | 129             |
| 15                | Natalia Montemayor       | MEX México            | 15     | 13       | 10     | (16)   | 1      | 12       | 14     | 14     | 15     | 15     | 16     | 14     |        | 155          | 139             |
| 16                | Romina de Iulio Garcia   | ECU Equador           | 16     | 15       | 15     | 15     | 14     | 17 (OCS) | 15     | 15     | 16     | 14     | 7      | 16     |        | 175          | 158             |

Legenda
| Recorde mundial                  | Recorde mundial (World record)               |                       | Recorde africano                      | Recorde africano (African) |                                           | Q | Classificado por posição (Qualified) |
| Recorde dos Jogos Pan-Americanos | Recorde pan-americano (Pan-American record)  | Recorde da América    | Recorde da América (Americas)         | q                          | Classificado por melhor tempo (Qualified) |   |                                      |
| Melhor marca do ano              | Melhor marca do ano (World leading)          | Recorde asiático      | Recorde asiático (Asian)              | DNS                        | Não largou (Did not start)                |   |                                      |
| Recorde nacional                 | Recorde nacional (National record)           | Recorde europeu       | Recorde europeu (European)            | DNF                        | Não terminou (Did not finish)             |   |                                      |
| Recorde pessoal                  | Recorde pessoal do atleta (Personal best)    | Recorde da Oceania    | Recorde da Oceania (Oceania)          | DSQ / DQ                   | Desclassificado (Disqualified)            |   |                                      |
| Recorde da temporada             | Recorde da temporada do atleta (Season best) | Recorde sul-americano | Recorde sul-americano (South America) | NM                         | Sem marca (No mark)                       |   |                                      |

### Vela
| M   | Regata da Medalha da qual só participam os dez primeiros colocados das regatas anteriores  |  |  | CAN | Regata cancelada |
| BFD | Desclassificado por bandeira preta (Black Flag Disqualified)                               |  |  |     |                  |
| UFD | Desclassificado por bandeira "U" (U Flag Disqualified)                                     |  |  |     |                  |
| OCS | Largada queimada (On the Course Side of the starting line)                                 |  |  |     |                  |
| DNE | Desclassificação sem eliminação (infração a um item do regulamento da prova – Did Not End) |  |  |     |                  |